# Seder

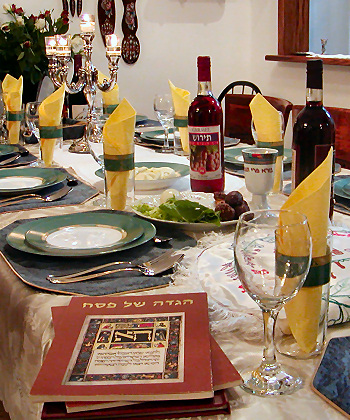
Sedertisch mit Haggada-Ausgaben

Der Seder (hebräisch סדר, „Ordnung“) oder Sederabend (hebräisch לֵיל הַסֵּדֶר Leil HaSeder, deutsch ‚Abend des Sedermahls‘), ist eine zeremonielle Mahlzeit am Beginn des jüdischen Pessach-Festes.

## Beschreibung
Der Sederabend findet am Vorabend des 15. Nisan statt. Er ist der Auftakt des Pessach-Festes. An ihm wird im Kreis der Familie (oder der Gemeinde) des Auszugs aus Ägypten gedacht. Dies geschieht nach einer äußeren und inneren (spirituellen) Ordnung – daher die Bezeichnung „Seder“. Es werden Texte über die Gefangenschaft der Israeliten in Ägypten und deren Flucht sowohl vorgelesen als auch gesungen. Die Texte sind biblischen und rabbinischen Ursprungs. Jeder Teilnehmer hat eine Haggada vor sich, ein Buch, in dem diese Texte und die übrigen Anweisungen für den Ablauf des Seder stehen. Es werden gemeinsam Lieder mit hebräischem oder aramäischem Text gesungen. Die Teilnehmer essen während des Abends von der Matze, dem Bitterkraut (Meerrettich, Kopfsalat oder beides) und den anderen Speisen. Zu vier feststehenden Zeitpunkten wird vom Wein getrunken, nach den vier Schritten der Erlösung aus dem 2. Buch Mose. Stets steht symbolisch auch ein Stuhl, ein Gedeck und ein Becher Wein für den Propheten Elijahu bereit, dessen Erscheinen man an diesem Abend erwartet. 
Ein gemeinsames Abendessen ist Teil des Ablaufs; lustig für jüngere Kinder ist das Verstecken eines Matzenstückes, des Afikomans, am Sederabend. Der jüngste Teilnehmer fragt traditionell den Leiter des Seders nach der Bedeutung verschiedener Aspekte des Rituals, indem er mit Ma Nischtana die vier Fragen stellt, die dann erklärt werden. Zum Abschluss jedes Seders wird Chad gadja gesungen.

## Die symbolischen Speisen

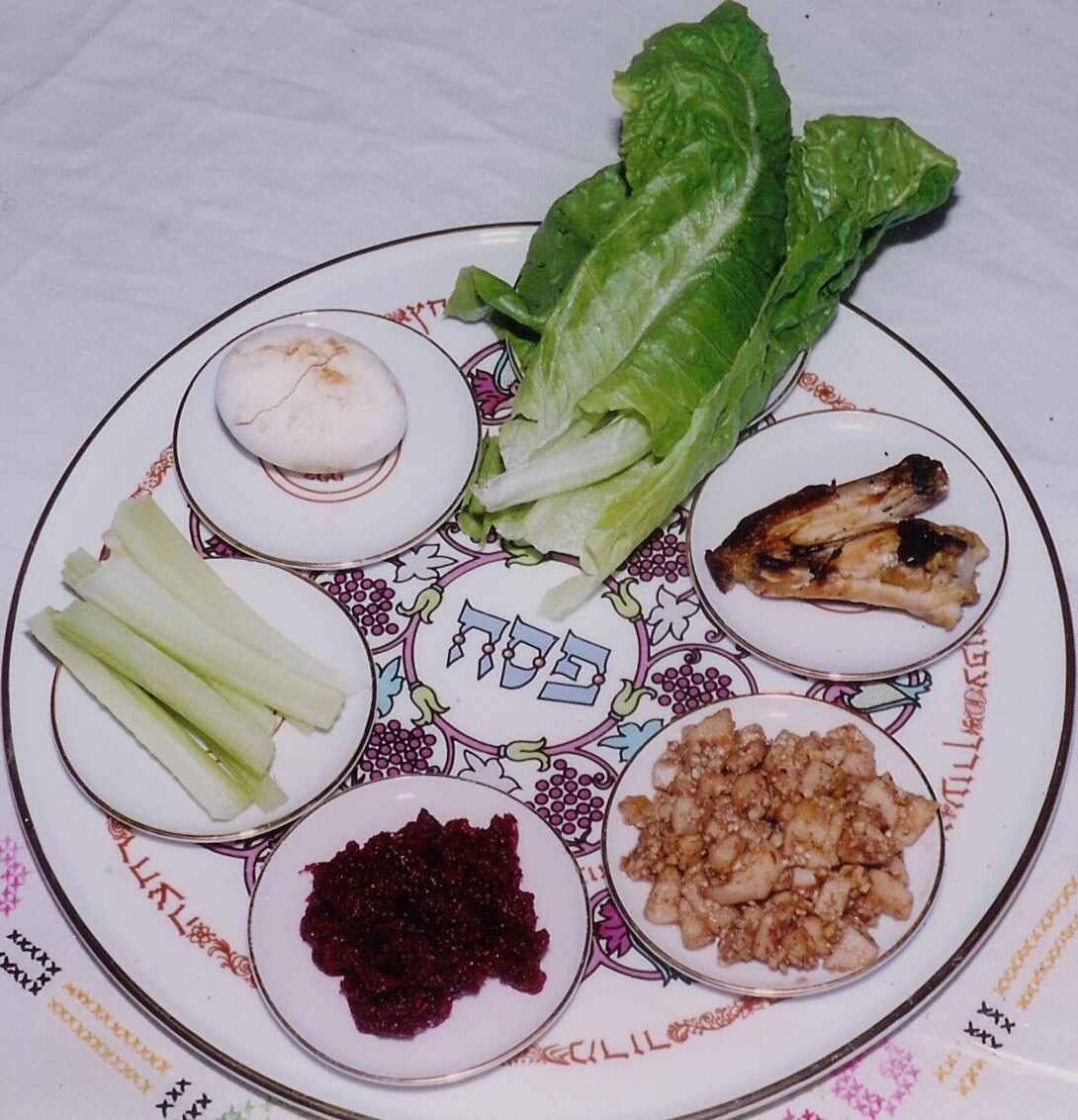
Der Sederteller im Uhrzeigersinn oben beginnend: Maror, Seroa, Charosset, Chaseret, Karpas, Beitzah

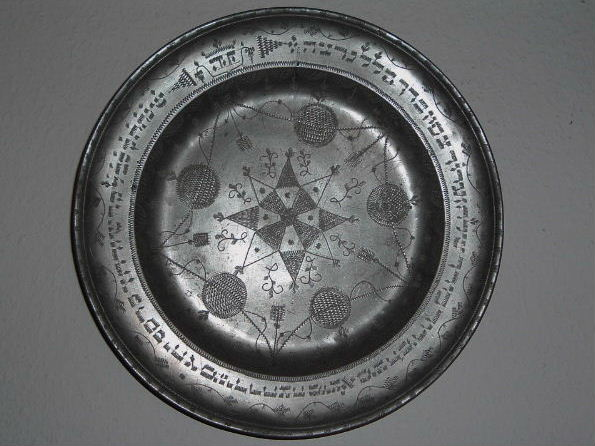
Traditioneller Sederteller, Deutschland, 19. Jh.

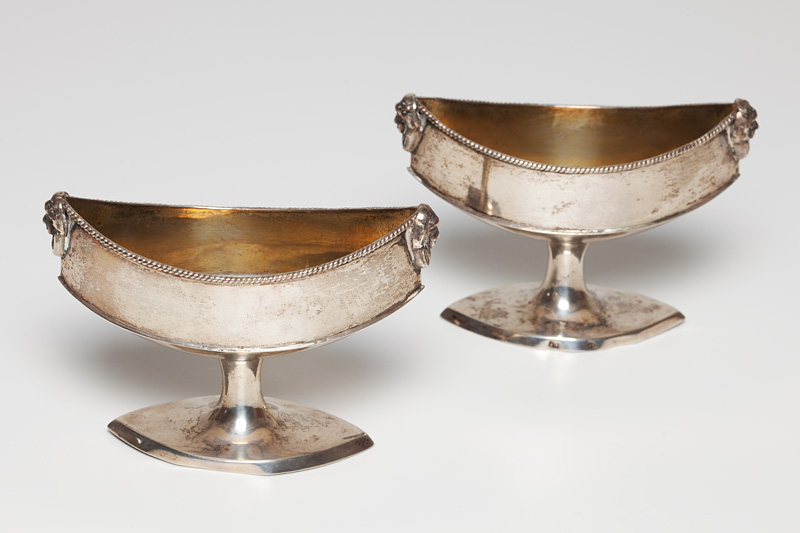
Sederschälchen, datiert zwischen 1790 und 1810, in der Sammlung des Jüdischen Museums der Schweiz.

Am Sederabend wird der Tisch mit Speisen von symbolischer Bedeutung gedeckt.
- Ungesäuertes Brot (Matze) als Symbol der Eile, in der die Juden aus Ägypten geflohen sind, so dass sie nicht einmal den Brotteig säuern konnten und dieser konnte so nicht aufgehen.
- Salzwasser als Symbol des Weinens über die Zerstörung des Jerusalemer Tempels, wo das Pessachlamm geopfert wurde. Die Sephardim verwenden stattdessen Essig, die jemenitischen Juden lassen es ganz aus.
- Ein Sederteller (Ka'ara), auf dem sich die folgenden Speisen befinden. In der Anordnung der Speisen gibt es Varianten, hier eine gängige Anordnung:[3]
  - Maror – ein Bitterkraut, meist Meerrettich, auch Römersalat, als Zeichen der Bitterkeit der Knechtschaft in Ägypten.
  - Seroa – angebratener Lammknochen oder Hühnerknochen, als Zeichen „dass Gott an den Häusern unserer Väter vorüberging“.[4] Der Seroa bleibt während des Seder auf dem Teller liegen. So sagt es die Tradition der Aschkenasim. Manche Sephardim hingegen pflegen weiterhin die Tradition des Pessach-Lammes, indem sie eine Lammkeule zubereiten.
  - Charosset – eine Mischung aus Apfel- bzw. auch Feigenstückchen und Datteln, Nüssen oder Mandeln, mit etwas Rotwein zusammengeknetet, mit Zimt oder Ingwer bestreut, als Symbol für den Lehm, aus dem die Israeliten in den Zeiten der Knechtschaft Ziegel herstellen mussten.
  - Chaseret – ein zweites Bitterkraut, kann aus derselben wie oder aus einer anderen Gemüseart als Maror sein, es wird zusammen mit dem Charosset gegessen.
  - Karpas – Sellerie (Eppich), Radieschen, Petersilie oder Kartoffeln als Frucht der Erde, symbolisiert die „zermürbende Arbeit“ in Ägypten. Diese Erdfrucht wird während des Mahls in das Salzwasser getaucht und gegessen.
  - Beitzah – ein gesottenes Ei, zum Zeichen der Gebrechlichkeit menschlicher Geschicke, aber auch der menschlichen Fruchtbarkeit und schließlich zum Zeichen der Trauer um den zerstörten Tempel in Jerusalem.
- ein Becher Wein, der für den Propheten Elija bestimmt ist.

Siehe auch: Speisevorschriften für Pessach
In den letzten Jahrzehnten wurde speziell in liberalen Kreisen eine weitere Mulde im Sederteller eingeführt, in die eine Mandarine oder Orange gelegt wird. Die Einbeziehung dieser süßen, saftigen Frucht mit ihren bitteren Kernen steht für die wertvollen Beiträge von Menschen, die von der Gesellschaft marginalisiert wurden und die heute noch um Anerkennung kämpfen müssen.

## Ablauf eines Sederabends
Der Ablauf des Sederabends ist nicht einheitlich geregelt und wird in Einzelheiten variiert. Hier ein möglicher Ablauf in 14 Schritten:
1. Kadesch קדש (Rezitation von Kiddusch und der erste Becher Wein)
2. Urchatz ורחץ (Waschen der Hände)
3. Karpas כרפס (Vorspeise, das Karpas wird in Salzwasser getaucht und gegessen)
4. Jachatz יחץ (Brechen der Matze) und Verstecken des Afikomans
5. Magid מגיד (Nacherzählung des Auszuges aus Ägypten; die Kinder fragen: „Weshalb ist dieser Abend anders als alle anderen?“, die vier Fragen: „Weshalb das Eintauchen? Warum nur Matze? Wozu die bitteren Kräuter? Warum entspannen wir uns und essen auf der linken Seite wie die Könige?“; Essen des Eis; der zweite Becher Wein)
6. Rochtzo רחצה (Waschen der Hände) und sprechen der Bracha
7. Mozie מוציא, Mazza מצה (Verzehr der Matze)
8. Maror מרור (bittere Kräuter werden mit Charosset gegessen)
9. Korech כורך (die Matze werden mit Maror und Charosset gegessen)
10. Schulchan Orech שולחן עורך (festliches Mahl)
11. Zafun צפון (der Afikoman wird von den Kindern aus dem Versteck zurückgebracht und gegessen)
12. Bairach ברך (Der dritte Becher Wein als Dank nach dem Mahl, öffnen der Haustür und rezitieren der Passage, die Elias einlädt in Vorwegnahme der bevorstehenden Erlösung zu erscheinen und der Becher Elias)
13. Hallel הלל (Preisung und der vierte Becher Wein)
14. Nirza נירצה (Annahme)

## Gesungene Lieder (Auswahl)
Echad mi jodea (hebräisch אחד מי יודע ‚Eins – wer weiß es?‘) ist ein traditioneller Frage-Antwort-Gesang, eine Zählgeschichte, die am Sederabend gesungen wird und in der Haggada zu finden ist. Es zählt jüdische Motive und Lehren auf.
Chad gadja (reichsaramäisch חַד גַדְיָא ‚ein kleines Lämmchen‘) sind die Anfangsworte eines hebräisch/aramäischen Volksliedes, das am Sederabend zu Pessach zum Abschluss der Haggada gesungen wird. Die Botschaft des Liedes ist, dass der Gott Israels der Herrscher ist, der die Welt und seine Geschöpfe regiert.
Ma Nischtana (מַה נִּשְׁתַּנָּה ‚Was unterscheidet...‘) ist eines der berühmtesten Lieder aus der Haggada. Das jüngste Mitglied am Sedertisch stellt „die vier Fragen“, die mit diesen Worten beginnen.
Dajenu (דַּיֵּנוּ ‚es hätte uns genügt‘) ein Loblied auf die 15 Wohltaten Gottes.